# Pancratium
Pancratium és un gènere de la família de les amaril·lidàcies, en el qual es troben nombroses espècies de plantes bulboses natives d'Europa, Àsia i Àfrica. Resulten característiques per les seves flors blanques, de distintiva corona; han estat conreades en la regió mediterrània des de l'antiguitat, i apareixen ja en fresques cretenses de l'època preclàssica.
Les espècies de Pancratium estan adaptades a diversos tipus de terreny; algunes són costaneres, com P. illyricum i P. maritimum, però la majoria creix en ambients més secs. Les flors solen ser efímeres, apareixent només durant uns pocs dies després d'una pluja. La majoria són de fulla perenne.
Si bé diverses espècies de Pancratium són consumides per animals, per a l'ésser huma resulten poderosament tòxiques; el bulb conté diversos alcaloides, entre ells la pancratistatina. Han estat emprades per això amb fins medicinals; P. tenuifolium s'utilitzava entre diverses ètnies de Botswana com psicotròpic, i P. maritimum s'empra com fungicida d'ús extern.
Pancratium està estretament emparentat amb els gèneres Narcissus i Galanthus, i forma amb ells un clade monofilètic. Moltes espècies anteriorment considerades part de Pancratium han estat traslladades als gèneres Hymenocallis, Proiphys i Vagaria.

## Taxonomia
- Pancratium arabicum Sickenb.
- Pancratium biflorum Roxb.
- Pancratium canariense Ker Gawl.
- Pancratium centrale (A.Chev.) Traub
- Pancratium donaldii Blatt.
- Pancratium foetidum Pomel
- Pancratium illyricum L.
- Pancratium landesii Traub
- Pancratium longiflorum Roxb. ex Ker Gawl.
- Pancratium maritimum L.
- Pancratium maximum Forssk.
- Pancratium parvicoronatum Geerinck
- Pancratium parvum Dalzell
- Pancratium sickenbergeri Asch. & Schweinf.
- Pancratium st-mariae Blatt. & Hallb.
- Pancratium tenuifolium Hochst. ex A.Rich.
- Pancratium tortuosum Herb.
- Pancratium trianthum Herb.
- Pancratium triflorum Roxb.
- Pancratium verecundum Aiton
- Pancratium zeylanicum L.